# Lugal-Zagesi
Lugal-Zagesi bzw. Lugalzagesi (genauer lugal-zag-ge4-si) war von etwa 2375–2347 v. Chr. sumerischer König von Umma. Wie bereits sein Vater Bubu war er Ekstatikpriester der Nisaba in Umma, bis er den Thron usurpierte. Genealogisch war er mit seinen Vorgängern nicht verwandt und führt mehrere Herrschertitel: „Ich bin König von Uruk und Sumer – Reinigungspriester des An in Uruk – AltEnsi des Enlil in Nippur – Großwesir des Suen von Ur – Statthalter des Utu in Larsa.“

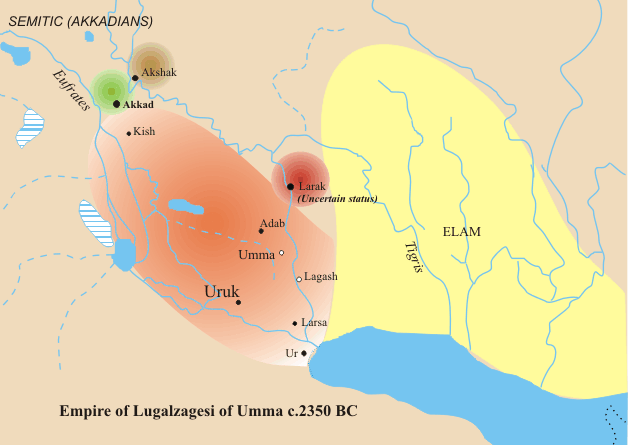
Sumer und Elam zur Zeit des Königs Lugal-Zagesi 2375–2347 v. Chr.

Lugal-zagesi zerstörte zunächst Lagaš und seine Tempel. Diese Stadt war seit Generationen immer wieder in kriegerische Gebietsstreitigkeiten um Gu-Edena verwickelt. Urukagina aus Lagaš sprach nach den Verwüstungen eine Fluchformel über Lugal-zagesi: „Dieses Vergehen, was Lugal-zagesi, der En-Si von Umma, begangen hat, möge seine Göttin Nisaba auf ihrem Nacken tragen.“ Danach eroberte er Uruk, Adab und Eridu, was Lugal-zagesi als erster sumerischer König zu einem besonderen Siegesspruch nutzte und die gesamte Region nannte, die ihm unterstellt war: „Vom Unteren Meer entlang des Euphrats und Tigris' bis zum Oberen Meer ließ En-Lil alle Länder geradewegs zu Lugal-zagesi gehen.“
Die inschriftlichen Erwähnungen in diesem Zusammenhang stellen den ältesten schriftlichen Beleg für den Transport des Zedernholzes aus dem Amanus-Gebirge dar. Nachweislich erstreckte sich das sumerische Königreich zu dieser Zeit jedoch nicht bis zum Mittelmeer. Lugal-zagesi verwendete auch die Vasallen- und Handelsstaaten für die Formulierung. Erst unter Sargon von Akkad sollten auch diese Staaten kurzfristig direkt in das sumerisch-akkadische Reich fallen.
Zum ersten Mal ist für Lugal-Zagesi die Selbstbezeichnung „Hirte des Volkes“ belegt. In seiner Inschrift verkündete er seinen Willen, das Land als „Hirte“ (Sipa) leiten zu wollen: Die Länder sollen Sicherheit genießen, die Bevölkerung solle „zahlreich wie das Kraut“ werden. Diese Selbstbezeichnung kommt danach noch bei vielen Königen, insbesondere bei Hammurapi vor und hat sogar Eingang in das Alte Testament gefunden. Um 2347 v. Chr. drang Sargon von Akkad mit Heeresmacht in Sumer ein, besiegte in „34 Schlachten“ Lugal-zagesi und die mit ihm verbündeten „fünfzig Ensis“. Lugal-zagesi, der König von Uruk, wurde gefangen und mit dem Hals in einer Nackengabel vor dem Enlil-Tempel in Nippur zur Schau gestellt und anschließend hingerichtet. Damit erfüllte sich auch die Fluchformel des Urukagina.